# Egino I van Urach
Egino I van Urach (circa 1040 - circa 1100) was de eerste graaf van Urach en de stamvader van het huis Urach.

## Levensloop
Egino I liet het kasteel van Urach bouwen, waarna hij zich tot graaf van Urach liet uitroepen. Deze functie oefende hij uit tot aan zijn dood rond het jaar 1100. Tevens was hij graaf van Dettingen. Als eerste graaf van Urach was hij de stamvader van het huis Urach.
Hij was gehuwd met gravin Berthe van Calw of Cunegonde, dochter van graaf Rudolf van Rheinfelden-Thetberge. Ze kregen volgende kinderen:
- Egino II (circa 1085 - 1125/1135), graaf van Urach
- Gebhard (overleden in 1110), abt in de abdij Hirsau en de abdij van Lorsch en vanaf 1105 bisschop van Speyer.
- Kuno (overleden in 1122), bisschop en kardinaal van Palestrina
- Mechtildis, huwde met heer Manogold van Sulmentingen